# Hermann Wilhelm de la Camp
Hermann Wilhelm de la Camp (* 14. Juli 1814 in Hamburg; † 21. Juli 1890 in Wiesbaden) war ein deutscher Kaufmann.

## Leben
Hermann Wilhelm de la Camp war der älteste Sohn des Hamburger Kaufmanns Johann Hinrich de la Camp (1786–1851) und dessen Ehefrau Johanna Elisabeth, geb. Weisse (1791–1873). Theodor de la Camp war sein Bruder. Camp war zunächst in Mexiko und ab 1842 in Hamburg als Kaufmann tätig.
Er engagierte sich in der Hamburger St. Petrikirche. Dort war er 1848 und 1849 Adjunkt sowie von 1850 bis 1870 Hundertachtziger (1866 und 1867 Mitglied der Beede). Zudem fungierte Camp von 1853 bis 1858 als Provisor des Waisenhauses und gehörte von 1859 bis 1864 dem Krankenhauskollegium an. In diesen Eigenschaften wurde er in den Gesundheitsrat (1857, 1859) und in das Armenkollegium (1857, 1863) entsandt. Von 1864 bis 1866 amtierte er als Handelsrichter.
Camp gehörte von 1859 bis 1864 der Hamburgischen Bürgerschaft als Abgeordneter an.
Hermann Wilhelm de la Camp heiratete am 15. Dezember 1846 Auguste Eleonore Haase (1829–1866), sie hatten fünf Kinder. Am 7. März 1868 heiratete er in zweiter Ehe Isabella Eliza Jones († 1893), aus dieser Ehe stammten zwei Kinder.